# Виростков Іван Олексійович
Іван Олексійович Виростков (нар. 1890, село Людинове Жиздренського повіту Калузької губернії, тепер Калузької області, Російська Федерація — розстріляний 15 жовтня 1937, Київ) — радянський партійний і господарський діяч, відповідальний секретар Всеукраїнської ради професійних спілок, народний комісар праці Української СРР, директор Полтавського паровозоремонтного заводу. Член ЦК КП(б)У в червні 1930 — травні 1936 року. Член Організаційного бюро ЦК КП(б)У в червні 1930 — червні 1934 року.

## Біографія
Народився в селянській родині. Працював робітником.
У 1913—1917 роках — в російській імператорській армії, учасник Першої світової війни.
У 1917—1919 роках працював машиністом на залізниці. Закінчив Севастопольське технічне училище.
Член РКП(б) з 1919 року.
У 1920—1921 роках — начальник і комісар залізничного вузла станції Лозова на Харківщині. У 1921—1925 роках — відповідальний секретар Дорожнього комітету профспілок (дорпрофсожу) Південних залізниць.
У 1925—1927 роках — відповідальний секретар Всеукраїнського комітету профспілки залізничників. У 1927—1928 роках — голова Дорожнього комітету профспілок (дорпрофсожу) Донецької залізниці.
У 1928—1930 роках — голова Всеукраїнського комітету профспілки залізничників.
19 грудня 1929 —1932 року — секретар Всеукраїнської ради професійних спілок.
20 квітня 1932 року — 1933 р. — народний комісар праці Української СРР.
У 1933—1935 роках — відповідальний секретар Всеукраїнської ради професійних спілок.
У 1935—1936 роках — директор Полтавського паровозоремонтного заводу.
У 1936—1937 роках — інспектор, заступник начальника і начальник паровозної служби Білоруської залізниці.
14 серпня 1937 року заарештований органами НКВС у місті Гомелі. 14 жовтня 1937 року засуджений Військовою Колегією Верховного Суду СРСР до розстрілу. Посмертно реабілітований 24 листопада 1956 року.